# Geluidstechnicus

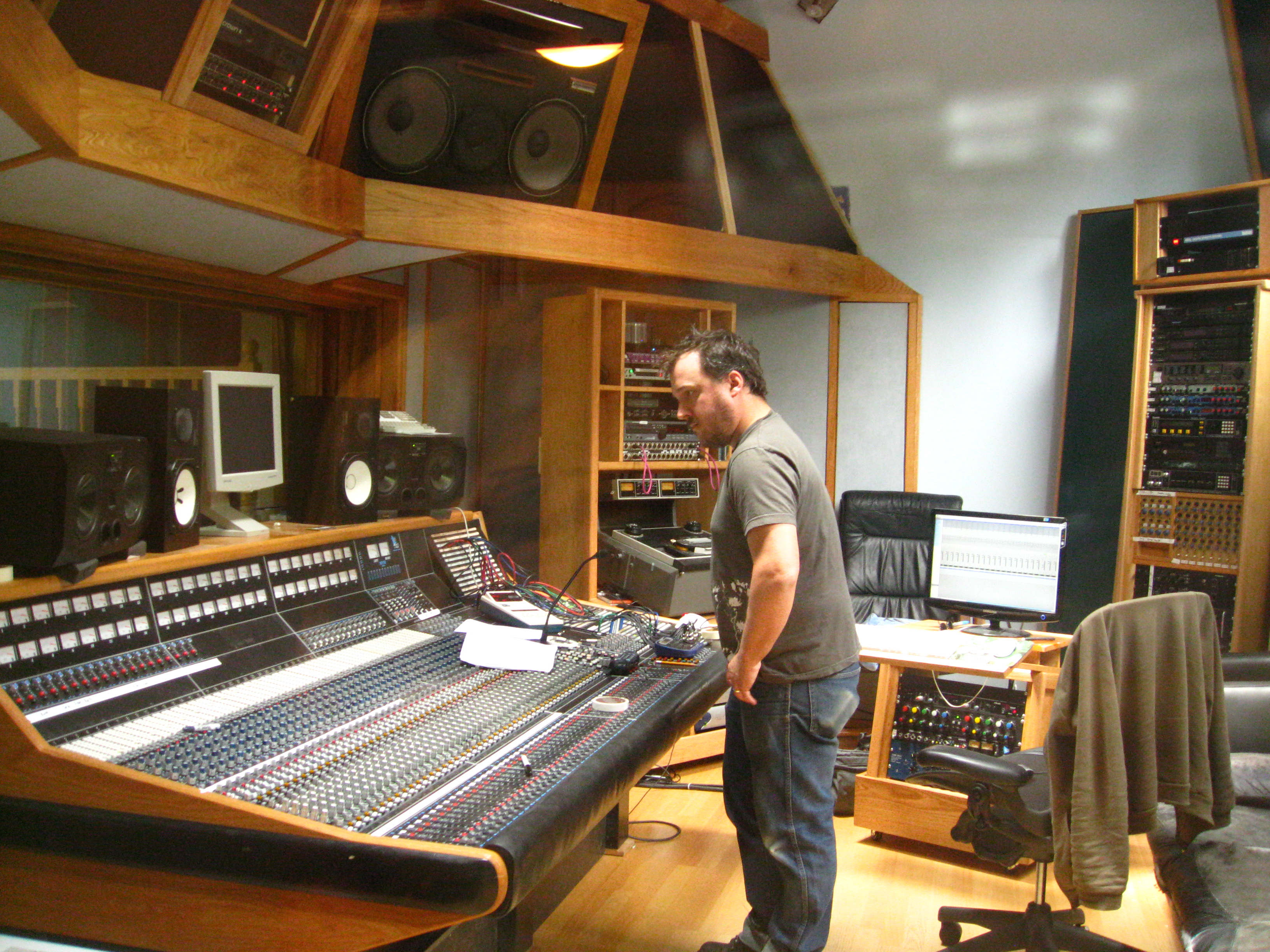
Geluidstechnicus

Een geluidstechnicus is de persoon die er verantwoordelijk voor is dat een geluidssysteem bij een concert ingeregeld wordt en dat een band goed wordt weergegeven qua geluid. Met technicus wordt bijna altijd iemand bedoeld die iets repareert of bouwt. De geluids- en lichttechnicus zijn de uitzondering op deze regel.
De functie van geluidstechnicus is bij grotere concerten onder te verdelen in meerdere categorieën:

## Systeemtechnicus
De systeemtechnicus is in zekere zin de belangrijkste van de vijf. Deze technicus heeft als enige verantwoordelijkheid dat het geluidssysteem correct opgebouwd en afgeregeld wordt. Tijdens het concert is de systeemtechnicus voornamelijk op de zijlijn aanwezig door, indien nodig, assistentie te verlenen aan de FOH-technicus, omdat hij zijn werk vooraf gedaan heeft. Op kleinere concerten/shows wordt deze functie vaak gecombineerd met de FOH-techniek, omdat er vaak geen budget is voor een aparte systeemtechnicus.

## FOH-technicus
De FOH-technicus (Front of House) is bepalend voor het geluid van de artiest naar het publiek toe. Wanneer deze technicus aan het "prutsen" is, zal het publiek dit het meest merken. Ervan uitgaande dat er geen technische problemen zijn en de systeemtechnicus zijn/haar werk goed gedaan heeft. Want als het geluidssysteem niet goed is ingeregeld, is een FOH-technicus soms ook kansloos om een goed resultaat te behalen.
Overigens is deze functie praktisch gelijk aan studiotechnicus die het geluid opneemt en mixt voor een CD of DVD. Belangrijke verschillen zijn de locatie en het feit dat een studiotechnicus een gemaakte fout weer kan herstellen door de recorder terug te spoelen.

## Monitortechnicus
De monitortechnicus is bij de meeste mensen de grote onbekende. Wanneer een artiest optreedt, zou hij/zij op het podium alleen maar de reflecties van het zaalgeluid en het publiek horen. Om er toch voor te zorgen dat de artiest zichzelf goed terughoort, zijn er monitors op het podium. De monitortechnicus zorgt ervoor dat iedere muzikant zichzelf maar ook de anderen goed kan horen. Van de drie technici hier vermeld, is dit ook de moeilijkste variant. Een FOH-technicus maakt één stereomix (links/rechts), de monitortechnicus begint met vier of vijf mixen (mono en/of stereo) wat kan oplopen tot tientallen monitormixen. In principe heeft iedere muzikant/artiest op het podium zijn/haar eigen monitormix.

## Zendertechnicus
De zendertechnicus is voornamelijk actief bij producties waar veel gebruikgemaakt wordt van zender-microfoons en in-ear monitors, bijvoorbeeld congressen, persconferenties en musicals. Deze technicus zorgt ervoor dat alle zendermicrofoons en in-ear monitors probleemloos naast elkaar werken zonder interferentie van andere zenders en/of ontvangers in de omgeving.
Zendertechnicus is meestal een specialisatie van de FOH-technicus in verband met een enigszins overschot aan FOH-technici en een relatief tekort aan goede monitortechnici.

## Stagetechnicus
De stagetechnicus of "prikker" zorgt ervoor dat alle microfoonkabels in het juiste kanaal worden aangesloten, zodat zowel de FOH- als de monitortechnicus weet welk instrument waar binnenkomt op het mengpaneel. De functie van "prikker" wordt vaak uitgevoerd door geluidstechnici in opleiding.